# Бион, Уилфред

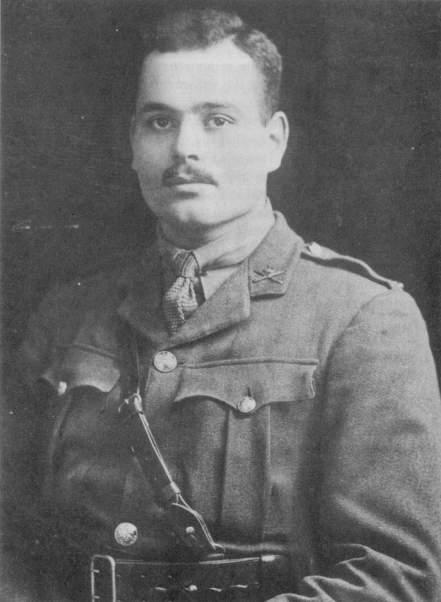
Бион в военной форме, 1916 год

Уилфред Рупрехт Бион (Wilfred Ruprecht Bion; 8 сентября 1897 Матхура, Индия — 8 ноября 1979 Оксфорд, Великобритания) — видный представитель британской школы психоанализа, последователь Мелани Кляйн, президент Британского психоаналитического общества в 1962-65 гг.

## Биография
Бион родился в семье британского офицера в индийском городе Матхура. Во время Первой мировой войны командовал танковым взводом в составе Королевского танкового полка. Участвовал в битве при Камбре. После демобилизации в конце 1918 года поступил в Королевский колледж (Оксфорд), где изучал современную историю. Там он под влиянием преподавателя философии Патона (Herbert James Paton) познакомился с трудами Канта. Знакомство с философией немецкого мыслителя отразилось в работах Биона. В 1923—1929 годах изучал медицину в Медицинском колледже лондонского университета (University College Hospital), где стал проявлять интерес к психологии групп.
Во время Второй мировой — разрабатывал методы отбора офицеров для британской армии, руководил отделением военно-психиатрического госпиталя Нортфилда в Бирмингеме и затем работал в Тавистокской клинике. В Норфилде под влиянием практики групповой работы Джона Рикмана он инициировал то, что с тех пор воспринимается как революционный эксперимент с группами. Он длился всего шесть недель, но привел к развитию понимания работы c группами. В эти же годы Бион начинает стандартное психоаналитическое обучение в Лондонском институте психоанализа, в том числе обучающий анализ у Мелани Кляйн.
Как и М. Балинт, Бион способствовал превращению Тавистокской клиники в мировой центр группового психоанализа. В первой психоаналитической работе рассматривал феномен групп без ярко выраженных лидеров. На основании кляйновской теории объектных отношений разработал оригинальное учение об эмоциональном контейнировании личности. С 1956 г. по 1962 г. занимал пост директора Лондонской психоаналитической клиники.
В 50-е годы Бион написал серию статей, посвященных психоаналитическому пониманию психотических, прежде всего шизофренических расстройств. Впоследствии эти работы были переизданы одной книгой под названием «Вторичные мысли» (1967).
В четырёх ключевых трудах, «Обучение из опыта» (1962), «Элементы психоанализа» (1963), «Трансформации» (1965) и «Внимание и интерпретация» (1970) Бион разработал теорию альфа-функции личности, теорию контейнера и контейнируемого, таблицу элементов психоанализа, теорию трансформаций. По мере развития теории Биона приобретали все более абстрактную форму, и в поздние годы автор потратил много усилий на их разъяснение и популяризацию.
С 1968 по 1979 годы жил в Лос-Анджелесе, где вел обучающий анализ и преподавательскую деятельность, работал над трилогией «Воспоминания о будущем», сочетающей элементы автобиографии и художественного вымысла. В поздний период своей жизни Бион много преподавал в различных странах, стараясь сделать свои идеи доступными для психоаналитиков разных школ и традиций. Последние месяцы жизни Бион провел в Оксфорде, куда переехал с надеждой создать новую психоаналитическую группу.

## Основные идеи

### Теория мышления
Уилфред Бион опирался на Фрейда и Кляйн, но отошел от них и разработал новый язык для предложенной им теории мышления. Он выдвинул идею о том, что психика младенца с самого начала переживает натиск сырых сенсорных впечатлений и эмоций, называемых бета-элементами, которые не имеют смысла и должны быть эвакуированы. Заботящийся объект (контейнер) принимает бета-элементы (контейнируемое, содержание), трансформирует их в альфа-элементы и возвращает их младенцу в преобразованном виде. Психика младенца интроецирует их вместе с трансформирующей альфа-функцией, формируя собственную альфа-функцию — аппарат, отвечающий за символизацию, запоминание, грезы и мышление; она также развивает понятия места и времени и разграничивает сознательное и бессознательное. Психические нарушения связаны с нарушениями этих базовых функций аппарата мышления.

### L, H, и K-связи
В процессе развития личность решает проблему терпимости к фрустрации, свойственной переживанию, именуемому как К-связь. Слово связь описывает эмоциональный опыт, который всегда имеет место при общении двух людей или когда две части личности взаимодействуют друг с другом. Бион выбирает три эмоции: Любовь (L), Ненависть (H) и Познание (К) и рассматривает их как свойства связи между двумя объектами, являющиеся необходимым условием существования взаимоотношения. Символ К (от слова knowledge — познание) используется для обозначения связи между субъектом, пытающимся познать объект, и объектом, который может быть познан. К-связь представляет собой активную связь и указывает на эмоциональное переживание, которое имеет особый оттенок, отличный от того, что представляют L-связь и Н-связь. Этот особый эмоциональный оттенок выражается болезненным чувством, которое можно различить в вопросе «Как Х (субъект) может знать что-либо?»; формально его можно представить как боль, связанную с фрустрацией, внутренне присущей познанию. К-связь позволяет выделить тип индивидуума, который через интроспекцию пытается узнать правду о себе. Этот символ характеризует также взаимоотношение между аналитиком и пациентом. Познание правды о себе является функцией личности. Уклонение от боли может быть в арсенале деятельности под названием «-К-связь» (минус К), — эмоционального состояния, в котором все присущие К-связи факторы меняют свое направление на обратное. Эмоциональными факторами в -К являются зависть и жадность, а в терминах контейнера-контейнируемого они составляют отношение, которое является губительным и разрушительным для обоих, где смысл и эмоция активно лишаются (denuded) жизненности и воспринимаются так, что открытие и развитие становится невозможным. -К-связь заменяет нравственность в научном мышлении. В таком подходе не будет функции, призванной различать правду и ложь, вещь-в-себе и представление. Описывая эту связь, Бион определяет область психотической личности или психотической части личности. Эта связь может также быть названа паразитической и существовать между двумя объектами, связанными друг с другом таким образом, что будут продуцировать третий объект, разрушительный для всех трех.

### Таблица
Таблица является не только полезным дополнением к методу наблюдения, но и сам по себе является продуктом наблюдения. Она состоит из набора категорий, которые Бион назвал элементами психоанализа. Эти элементы являются функциями личности, образованными факторами (имеющими особый, уже определённый для этих терминов, смысл). Бион предлагает смотреть на элементы как на явления, доступные наблюдению благодаря своим первичным и вторичным свойствам, и считать, что они описываются в пространстве чувства, мифа и страсти. Таблица не должна рассматриваться как жесткий инструмент. Наоборот, она должна использоваться до или после сессии, но никак не во время сессии. Сорок восемь категорий не являются исчерпывающими или единственными. Они могут быть заменены лучшими категориями, в большей степени соответствующими тем явлениям, которые хотелось бы описать. Она может быть очень полезной для аналитика, который работает над самим собой, и не подвергается критической оценке своей работы с точки зрения контроля использования им аналитических теорий, или тех, которые он использует для супервизирования себя. Бион также полагает, что каждый аналитик может сконструировать свою собственную таблицу. Таблица также служит облегчению общения между аналитиками; применяя предлагаемую Бионом модель, появляется возможность ссылаться на материал пациента или на миф, указывая их категорию в таблице, и избегая таким образом объяснения источника и использования этого материала, мифа или сновидения при обсуждении. Это средство используется Бионом во многих его книгах, поэтому необходимо познакомиться с терминологией, созданной в результате использования таблицы.

### Трансформации
Уилфред Бион также предложил теорию трансформаций, относящуюся не столько к основополагающему содержанию психоаналитической теории, сколько к практике психоанализа, в особенности к наблюдению. Понятие инвариантность тесно связано с понятием трансформация и обозначает то, на что процесс не повлиял. Инвариантность позволяет распознать исходный предмет в конечном продукте трансформации. Инвариантность всегда сильно зависит от контекста, в котором реализуется трансформация, а также — от позиции, занимаемой наблюдателем в отношении явления. В концепции трансформаций методы и техники, используемые для реализации преобразований, именуются «группами преобразований». Бион в сфере мышления дифференцирует следующие группы преобразований: 1) преобразование движения, 2) преобразование проекций, 3) преобразование в галлюциноз.

### Групповая динамика
Бион внес вклад в теорию групповой динамики. Каждая группа должна рассматриваться, с одной стороны, как рабочая группа, с другой стороны, как группа основных предпосылок (basic assumption group).
Рабочая группа — это тот аспект группы, который связан с её основной задачей.
Группа основных предпосылок связана с базисными предпосылками поведения группы.
Бион различает три типа групп основных предпосылок: группа зависимости, группа борьба-бегство, группа образование пар.

## Публикации на русском языке
- Бион У. Р., Научение через опыт переживания. — М.: «Когито-Центр», 2008.
- Бион У. Р., Элементы психоанализа. — М.: «Когито-Центр», 2009.
- Бион У. Р., Внимание и интерпретация. — СПб.: «Восточно-Европейский институт психоанализа», 2010.
- Гринберг Л., Введение в работы Биона. — М.: «Когито-Центр», 2007.
- Романов И. Ю. Мышление, опыт и коммуникация в работах Уилфреда Биона
- Симингтон Д., Симингтон Н., Клиническое мышление Уилфреда Биона. — М.: «Когито-Центр», 2010.
- Бион У. Р., Научение через опыт переживания. М.: Когито-Центр, 2008. С. 20, 23, 27, 57.